# 田頭弘毅
田頭 弘毅（たがしら こうき、1973年9月25日 - ）は、日本の重量挙げ選手、政治家。いわき市議会議員（3期）。
福島県いわき市小名浜出身。福島県立勿来工業高等学校、国士舘大学卒業。日栄薬品興業に所属した。
ウエイトリフティング56kg級 スナッチ115kg、トータル255kg 元日本記録保持者。
2000年シドニーオリンピック ウエイトリフティング男子56kg級日本代表 13位。
1999年アジア選手権4位、世界選手権12位。
全日本選手権大会優勝2回、国民体育大会優勝1回、全日本実業団優勝1回。
2016年9月11日、自由民主党公認で立候補したいわき市議会議員選挙で初当選を果たした。定数37に対して37番目の得票、つまり最少得票での当選者であり、落選した次点者との差は1票であった。その後次点候補の異議申し出を受け票の再点検が行われた結果、次点候補の得票が2票減り3票差となった。
2020年のいわき市議会議員選挙で再選した。2024年の同選挙でも3選を果たした。

## 親族
- 河野博式（従伯父） - 日鉱金属（現在のJX金属）の社長。2008年に旭日重光章を受章。
- 藤村哲哉（父方の親戚） - ギャガ・コミュニケーションズ（現在のギャガ）の創業者で元代表取締役社長。フィロソフィア・エンタテインメント・アライアンスの社長。
- 桐野夏生（妹の夫の従姉） - 小説家。第39回江戸川乱歩賞を受賞、2015年に紫綬褒章を受章。